# Pierre-Louis de La Rochefoucauld-Bayers
Pour les articles homonymes, voir La Rochefoucauld.
Pour les autres membres de la famille, voir Maison de La Rochefoucauld.
Le Bienheureux Pierre-Louis de La Rochefoucauld-Bayers, né le 12 octobre 1744 au logis du Vivier (Saint-Cybard-d'Eyrat) et mort le 2 septembre 1792 à la prison des Carmes (Paris), est un prélat et homme politique français du XVIIIe siècle.
Évêque de Saintes, il est élu député du clergé aux États généraux de 1789. Ayant refusé de prêter le serment constitutionnel, il est tué en septembre 1792. Il est reconnu par l'Église catholique comme martyr et bienheureux.

## Biographie

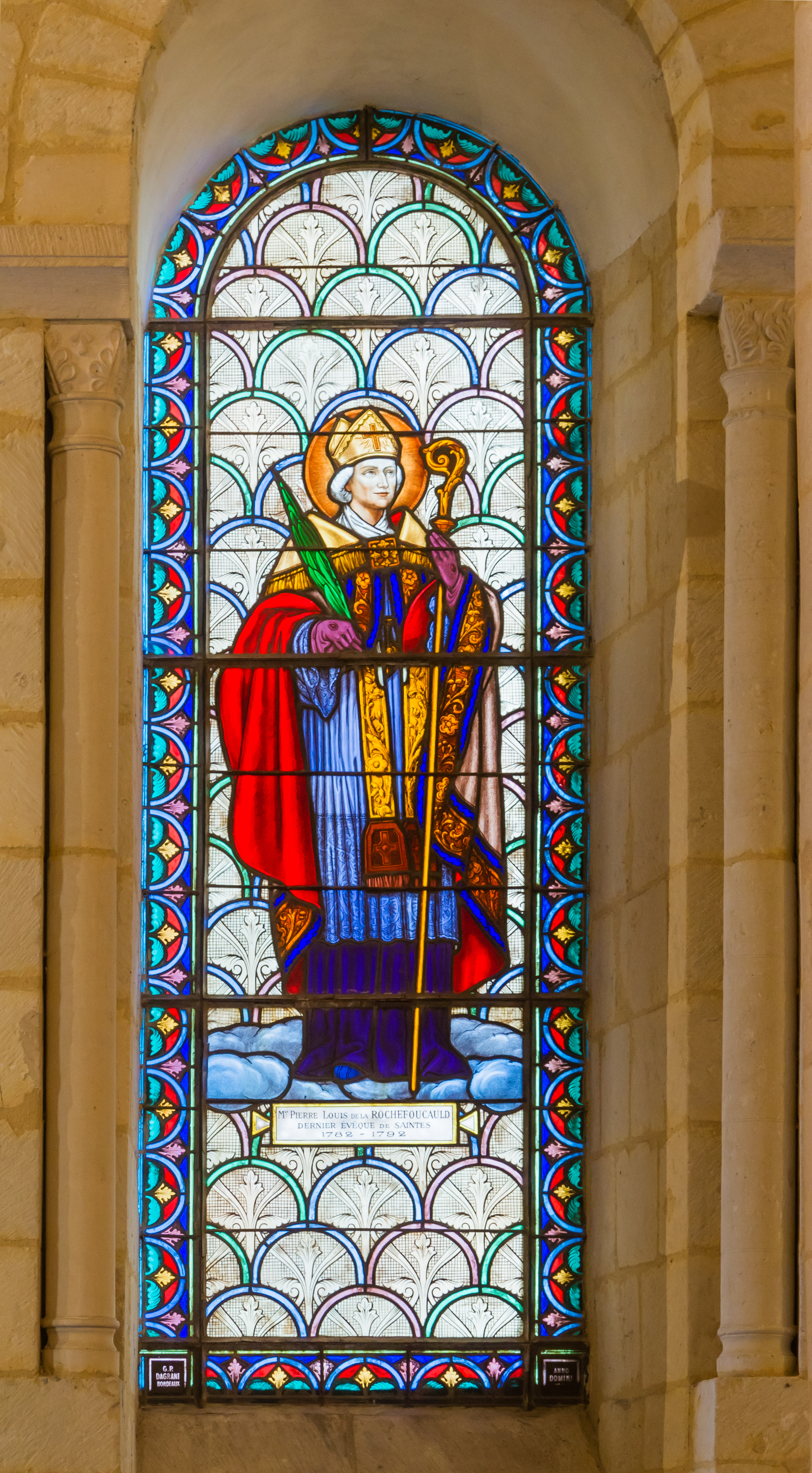
Le Bx évêque Pierre-Louis de la Rochefoucauld, vitrail de Dagrand, basilique supérieure Saint-Eutrope, Saintes, Charente-Maritime.

Pierre-Louis de La Rochefoucauld-Bayers est le « fils de Messire Jean de la Rochefoucauld, chevalier, seigneur de Maumont, Magnac, Barre, le Vivier et autres places, chevalier des ordres militaires de Notre-Dame du Mont-Carmel et de Saint-Lazare de Jérusalem, et de dame Marguerite des Escots », et frère de François-Joseph, futur évêque de Beauvais. Il a pour parrain et marraine Pierre Galot et Marguerite Bernier, domestiques au Vivier, « ne sachant pas signer ».
Destiné à l'état ecclésiastique, il est nommé, en 1770, prieur commendataire de Nanteuil, devient agent général du clergé de France en 1775, et est appelé à l'évêché de Saintes le 14 octobre 1781 (confirmé le 10 décembre de la même année). Il établit à Saintes une caisse de secours contre les incendies.
Le 26 mars 1789, le clergé de la sénéchaussée de Saintes l'élut député aux États généraux. Il siégea dans la minorité, se montra hostile aux réformes, et, après la session, se trouvant menacé en raison de ses opinions antirévolutionnaires (il était un des opposants les plus résolus à la Constitution civile du clergé), alla se réfugier avec son frère, l'évêque de Beauvais, chez leur sœur, abbesse de Notre-Dame de Soissons. On les y découvrit et ils revinrent à Paris.
L'évêque de Beauvais, ayant été arrêté le 11 août 1792, l'évêque de Saintes demande à partager sa captivité, et refuse de s'évader des Carmes quelques jours avant les massacres de septembre, où les deux frères trouvèrent la mort.
Il est enseveli, avec les autres massacrés, dans une fosse commune du cimetière de Saint-Sulpice à Vaugirard.
Il fut béatifié (ainsi que son frère) le 17 octobre 1926 ; il est fêté le 2 juillet.

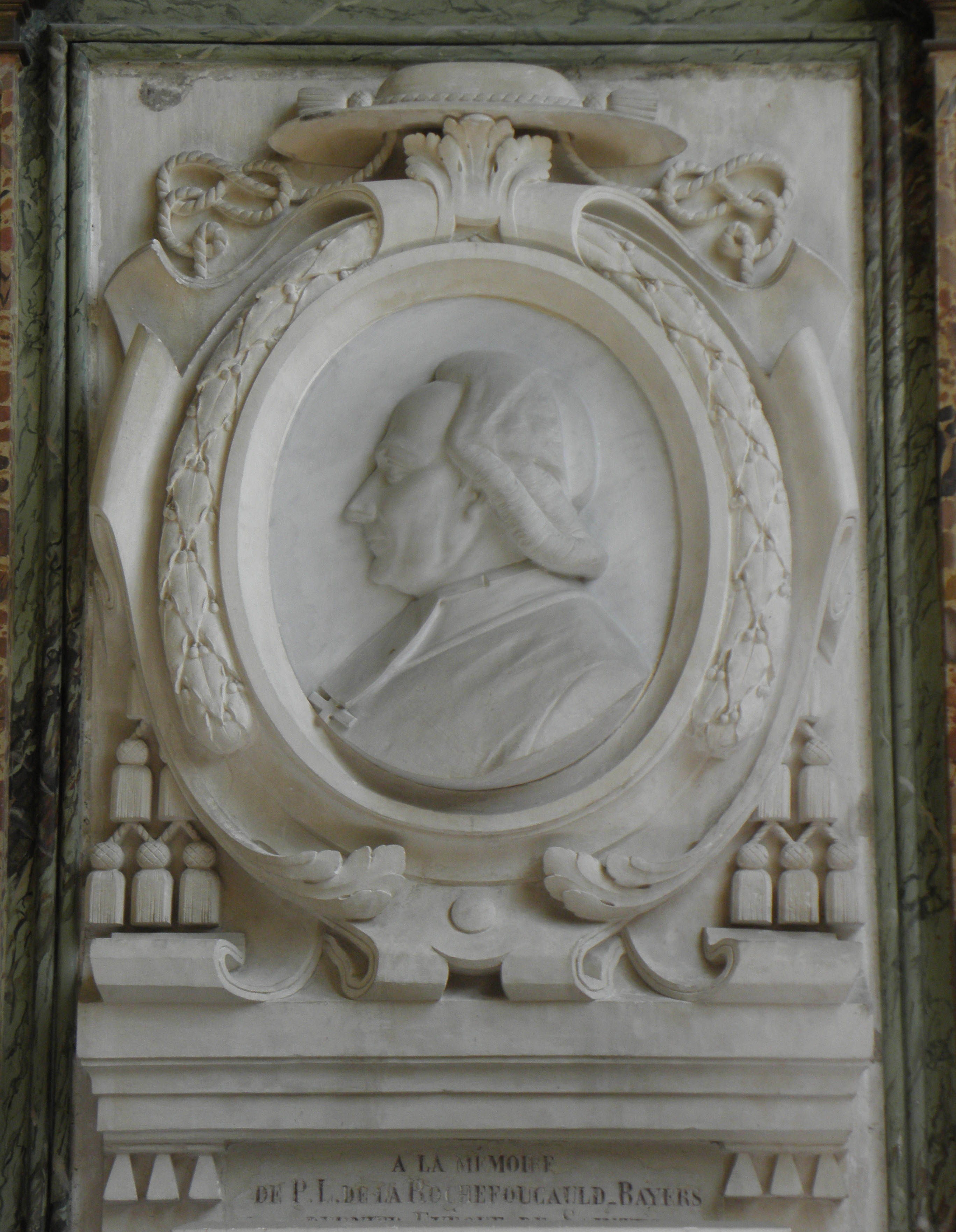
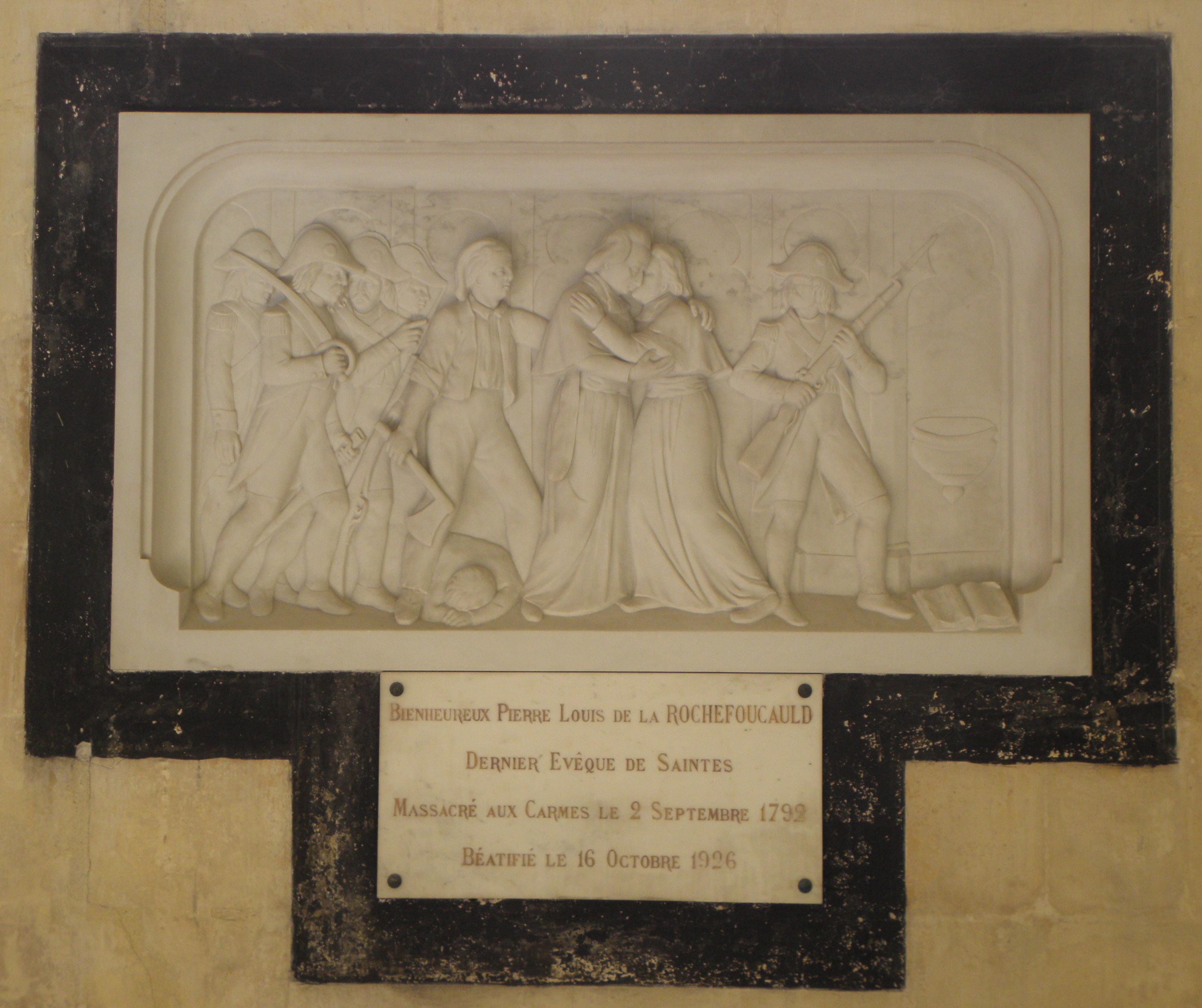
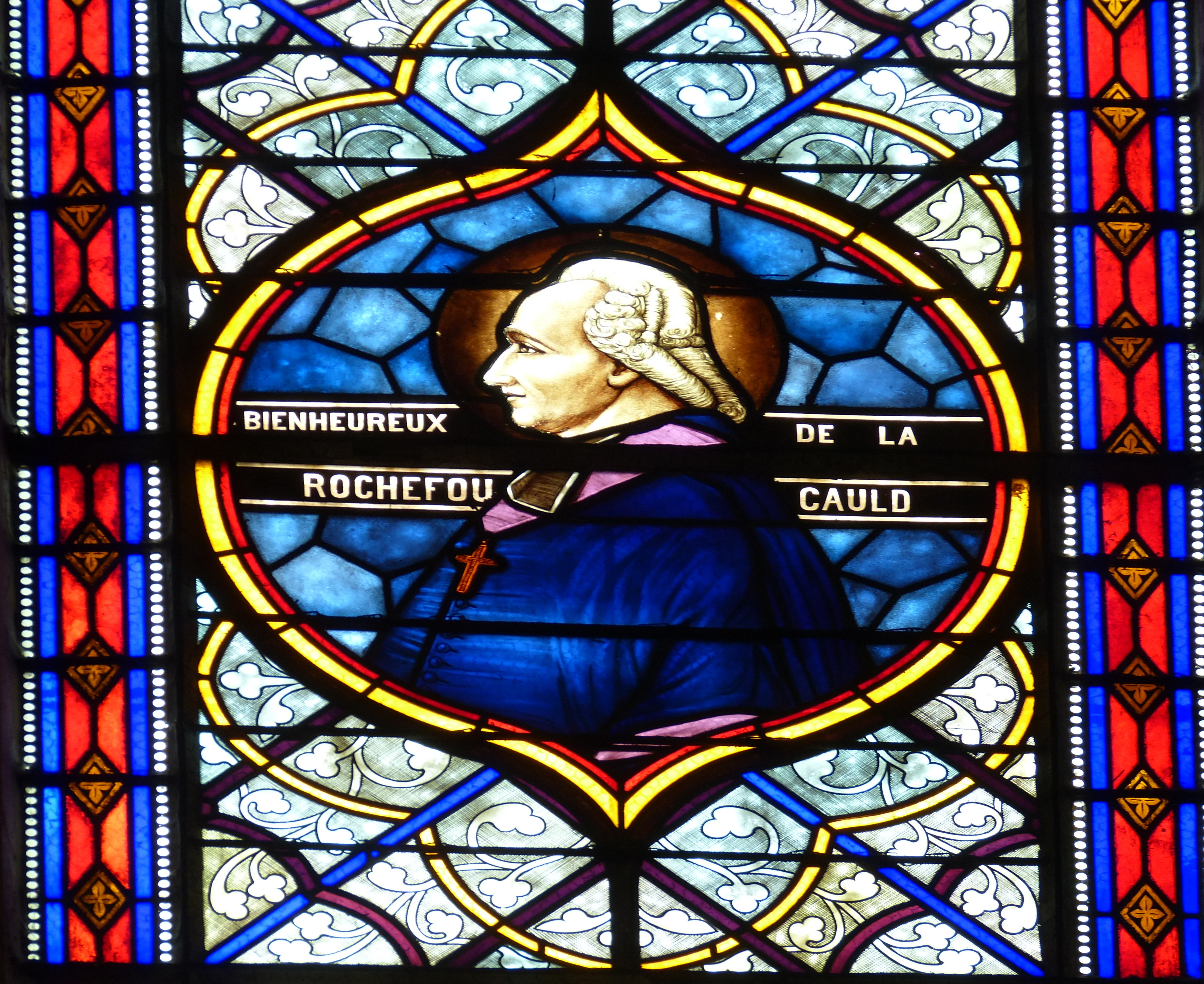